# Bethesda Softworks
Pour les articles homonymes, voir Bethesda.
Bethesda Softworks, LLC est un éditeur américain de jeux vidéo. Fondé en 1986, c'est la principale filiale du groupe ZeniMax Media, ce dernier ayant été créé par les fondateurs de Bethesda.
Basée à Rockville dans le Maryland, la société est à l'origine de plusieurs jeux tirés des films Terminator développés durant la première moitié des années 1990. Cependant, Bethesda s'est surtout illustrée dans le genre du jeu de rôle pour lequel elle a notamment reçu un bon nombre de nominations et de prix. L'entreprise est principalement connue pour sa série phare de jeu de rôle The Elder Scrolls de laquelle sont, entre autres, issus les titres Morrowind, Oblivion et Skyrim.
Bethesda se charge en parallèle de la série post-apocalyptique Fallout, et a commercialisé Fallout 3, Fallout: New Vegas, Fallout 4 et Fallout 76.

## Histoire
En 2001, Bethesda Softworks crée Bethesda Game Studios afin de rassembler ses studios de développement de jeux vidéo et ne conserve qu'une fonction d'éditeur.
Le 24 juin 2009, la maison mère de Bethesda, ZeniMax Media, rachète le studio id Software.
Le 21 septembre 2020, la maison mère de Bethesda, ZeniMax Media annonce l'intention de rachat par Microsoft[source secondaire souhaitée] pour 7,5 milliards de dollars afin de l'intégrer au Xbox Game Studios[source secondaire souhaitée].
Le 9 mars 2021 le rachat de ZeniMax Media et de ses studios est officialisé par Microsoft.

## Titres développés par Bethesda
| Année | Titre                                  | Genre                   | Plates-formes             | Editeur            |
| ----- | -------------------------------------- | ----------------------- | ------------------------- | ------------------ |
| 1986  | Gridiron! (en)                         | Sport                   | Amiga, Atari ST, DOS      | Bethesda Softworks |
| 1988  | Wayne Gretzky Hockey                   | Sport                   | Amiga, Atari ST, DOS, NES | Bethesda Softworks |
| 1990  | Wayne Gretzky Hockey 2                 | Sport                   | DOS, Amiga                | Bethesda Softworks |
| 1990  | The Terminator                         | Plates-formes, aventure | DOS                       | Bethesda Softworks |
| 1991  | Wayne Gretzky Hockey 3                 | Sport                   | DOS                       | Bethesda Softworks |
| 1991  | Home Alone                             | Action                  | NES                       | THQ                |
| 1991  | Where's Waldo?                         | Réflexion               | NES                       | THQ                |
| 1992  | The Terminator 2029                    | Action, stratégie       | DOS                       | Bethesda Softworks |
| 1993  | The Terminator: Rampage                | Action                  | DOS                       | Bethesda Softworks |
| 1993  | The Terminator 2029: Operation Scour   | Action, stratégie       | DOS                       | Bethesda Softworks |
| 1994  | The Elder Scrolls: Arena               | Action-RPG              | DOS                       | Bethesda Softworks |
| 1994  | Delta V (en)                           | Action                  | DOS                       | Bethesda Softworks |
| 1995  | The Terminator: Future Shock           | Action                  | DOS                       | Bethesda Softworks |
| 1996  | The Terminator: SkyNET                 | Action                  | DOS                       | Bethesda Softworks |
| 1996  | The Elder Scrolls II: Daggerfall       | Action-RPG              | DOS                       | Bethesda Softworks |
| 1997  | An Elder Scrolls Legend: Battlespire   | Action-RPG              | DOS, Windows              | Bethesda Softworks |
| 1997  | PBA Tour Bowling                       | Sport                   | Windows                   | Bethesda Softworks |
| 1997  | XCar: Experimental Racing (en)         | Course                  | DOS                       | Bethesda Softworks |
| 1998  | Burnout: Championship Drag Racing (en) | Course                  | DOS                       | Bethesda Softworks |
| 1998  | The Elder Scrolls Adventures: Redguard | Action-RPG              | Windows                   | Bethesda Softworks |
| 1999  | NIRA Intense Import Drag Racing        | Course                  | Windows                   | Bethesda Softworks |
| 1999  | Skip Barber Racing                     | Course                  | Windows                   | Bethesda Softworks |
| 2000  | IHRA Drag Racing                       | Course                  | Windows, PlayStation      | Bethesda Softworks |
| 2000  | PBA Tour Bowling 2                     | Sport                   | Windows                   | Bethesda Softworks |
| 2000  | PBA Tour Bowling 2001                  | Sport                   | Windows, Dreamcast        | Bethesda Softworks |
| 2001  | IHRA Motorsports                       | Course                  | Windows                   | Bethesda Softworks |
| 2001  | IHRA Drag Racing 2                     | Course                  | PlayStation 2             | Bethesda Softworks |

Après 2001, le développement est assuré par Bethesda Game Studios.

## Titres édités par Bethesda
| Année | Titre                                             | Genre                             | Plates-formes                                                                                | Développeur                      |
| ----- | ------------------------------------------------- | --------------------------------- | -------------------------------------------------------------------------------------------- | -------------------------------- |
| 1998  | Zero Critical                                     | Aventure                          | Windows                                                                                      | Istvan Pely Productions          |
| 1999  | F-16 Aggressor                                    | Simulateur de vol                 | Windows                                                                                      | Virgin Interactive               |
| 1999  | Magic & Mayhem                                    | Stratégie                         | Windows                                                                                      | Mythos Games                     |
| 2000  | Sea Dogs                                          | Rôle                              | Windows                                                                                      | Akella                           |
| 2000  | Gromada                                           | Action                            | Windows                                                                                      | Buka Entertainment               |
| 2001  | Echelon                                           | Simulateur de vol, action         | Windows                                                                                      | Buka Entertainment               |
| 2001  | Magic & Mayhem 2: The Art of Magic                | Stratégie                         | Windows                                                                                      | Climax Studios                   |
| 2002  | Family Card Games Fun Pack                        | Cartes                            | PlayStation                                                                                  | Mud Duck Productions             |
| 2003  | IHRA Drag Racing 2004                             | Course                            | Xbox                                                                                         | Super Happy Fun Fun              |
| 2003  | Pirates des Caraïbes                              | Action-RPG                        | Windows, Xbox                                                                                | Akella                           |
| 2003  | Puzznic                                           | Réflexion, Action                 | PlayStation, Arcade, Commodore 64, Game Boy, Mobile, PC-Engine, Amiga, NES                   | Altron                           |
| 2003  | The Elder Scrolls Travels: Stormhold              | Action-RPG                        | Mobile                                                                                       | Vir2L Studios                    |
| 2004  | The Elder Scrolls Travels: Dawnstar               | Action-RPG                        | Mobile                                                                                       | Vir2L Studios                    |
| 2004  | The Elder Scrolls Travels: Shadowkey              | Action-RPG                        | N-Gage                                                                                       | Vir2L Studios                    |
| 2005  | Breeders' Cup World Thoroughbred Championships    | Course                            | PlayStation 2, Xbox                                                                          | 4J Studios                       |
| 2005  | Call of Cthulhu: Dark Corners of the Earth        | Aventure                          | Windows, Xbox                                                                                | Headfirst Productions            |
| 2006  | Pirates des Caraïbes : La Légende de Jack Sparrow | Action, aventure                  | Windows, PlayStation 2                                                                       | 7 Studios/Buena Vista Games      |
| 2006  | The Elder Scrolls IV: Oblivion                    | Action-RPG                        | Mobile                                                                                       | Vir2L Studios                    |
| 2006  | Star Trek: Encounters                             | Shoot them up                     | PlayStation 2                                                                                | 4J Studios                       |
| 2006  | Star Trek: Legacy                                 | Action                            | Windows, Xbox 360                                                                            | Mad Doc Software                 |
| 2006  | Star Trek: Tactical Assault                       | Simulation                        | Nintendo DS, PSP                                                                             | Quicksilver Software             |
| 2007  | Star Trek: Conquest                               | Simulation                        | PlayStation 2, Wii                                                                           | 4J Studios                       |
| 2008  | Bully (seulement au Japon)                        | Action                            | Xbox 360, PlayStation 2, Wii, Windows                                                        | Rockstar Vancouver               |
| 2008  | Ducati Moto                                       | Course                            | Nintendo DS                                                                                  | 4J Studios                       |
| 2009  | AMF Bowling Pinbusters!                           | Sport                             | iPhone                                                                                       | Vir2L Studios                    |
| 2009  | Rogue Warrior                                     | Tir en vue à la première personne | Windows, PlayStation 3, Xbox 360                                                             | Rebellion Developments           |
| 2009  | WET                                               | Action                            | PlayStation 3, Xbox 360                                                                      | Artificial Mind and Movement     |
| 2009  | Wheelspin                                         | Course                            | Wii                                                                                          | Awesome Play                     |
| 2010  | Fallout: New Vegas                                | Action-RPG                        | Windows, PlayStation 3, Xbox 360                                                             | Obsidian Entertainment           |
| 2011  | Brink                                             | Tir en vue à la première personne | Windows, PlayStation 3, Xbox 360                                                             | Splash Damage                    |
| 2011  | Hunted: The Demon's Forge                         | Action-RPG                        | Windows, PlayStation 3, Xbox 360                                                             | inXile Entertainment             |
| 2011  | Rage                                              | Action                            | OS X, Windows, PlayStation 3, Xbox 360                                                       | id Software                      |
| 2012  | Dishonored                                        | Tir en vue à la première personne | Windows, PlayStation 3, Xbox 360                                                             | Arkane Studios                   |
| 2012  | Doom 3 BFG Edition                                | Tir en vue à la première personne | Windows, PlayStation 3, Xbox 360                                                             | id Software                      |
| 2014  | The Elder Scrolls Online                          | MMORPG                            | Windows, OS X, PlayStation 4, Xbox One                                                       | ZeniMax Online Studios           |
| 2014  | Wolfenstein: The New Order                        | Tir en vue à la première personne | Windows, PlayStation 3, Xbox 360, PlayStation 4, Xbox One                                    | MachineGames                     |
| 2014  | The Evil Within                                   | Survival horror                   | Windows, PlayStation 3, Xbox 360, PlayStation 4, Xbox One                                    | Tango Gameworks                  |
| 2015  | Wolfenstein: The Old Blood                        | Tir en vue à la première personne | Windows, PlayStation 4, Xbox One                                                             | MachineGames                     |
| 2016  | Doom                                              | Tir en vue à la première personne | Windows, PlayStation 4, Xbox One                                                             | id Software                      |
| 2016  | Dishonored 2                                      | Tir en vue à la première personne | Windows, PlayStation 4, Xbox One                                                             | Arkane Lyon                      |
| 2017  | Prey                                              | Tir en vue à la première personne | Windows, PlayStation 4, Xbox One                                                             | Arkane Austin                    |
| 2017  | Quake Champions                                   | Tir en vue à la première personne | Windows                                                                                      | id Software et Saber Interactive |
| 2017  | Dishonored: Death of the Outsider                 | Tir en vue à la première personne | Windows, PlayStation 4, Xbox One                                                             | Arkane Lyon                      |
| 2017  | The Evil Within 2                                 | Survival horror                   | Windows, PlayStation 4, Xbox One                                                             | Tango Gameworks                  |
| 2017  | Wolfenstein II: The New Colossus                  | Tir en vue à la première personne | Windows, PlayStation 4, Xbox One, Nintendo Switch                                            | MachineGames                     |
| 2019  | Rage 2                                            | Tir en vue à la première personne | Windows, PlayStation 4, Xbox One                                                             | Avalanche Studios, id Software   |
| 2019  | Wolfenstein: Youngblood                           | Tir en vue à la première personne | Windows, PlayStation 4, Xbox One, Nintendo Switch                                            | MachineGames, Arkane Studios     |
| 2020  | Doom Eternal                                      | Tir en vue à la première personne | Windows, Xbox One, Xbox Series, PlayStation 4, PlayStation 5, Nintendo Switch, Google Stadia | id Software                      |
| 2021  | Deathloop                                         | Action-aventure                   | Windows, PlayStation 5, Xbox Series                                                          | Arkane Lyon                      |
| 2022  | Ghostwire: Tokyo                                  | Action-aventure                   | Windows, PlayStation 5, Xbox Series                                                          | Tango Gameworks                  |
| 2023  | Hi-Fi Rush                                        | Jeu d'action-Jeu de rythme        | Windows, Xbox Series                                                                         | Tango Gameworks                  |
| 2023  | Redfall                                           | Action-aventure                   | Windows, Xbox Series                                                                         | Arkane Austin                    |
| 2023  | Starfield                                         | Action-RPG                        | Windows, Xbox Series                                                                         | Bethesda Game Studios            |
| 2024  | Indiana Jones et le Cercle ancien                 | Aventure                          | Windows, PlayStation 5, Xbox Series                                                          | MachineGames                     |
| 2025  | Doom: The Dark Ages                               | Tir en vue à la première personne | Windows, PlayStation 5, Xbox Series                                                          | id Software                      |
| 2025  | The Elder Scrolls IV: Oblivion Remastered         | Action-RPG                        | Windows, PlayStation 5, Xbox Series                                                          | Virtuos, Bethesda Game Studios   |